# Banachova věta o pevném bodě
Banachova věta o pevném bodě (nebo také Banachova věta o kontrakci) říká, že v neprázdném úplném metrickém prostoru existuje pro danou kontrakci právě jeden pevný bod.

## Znění věty
Nechť {\displaystyle (P,d)\,} je neprázdný úplný metrický prostor a {\displaystyle A:P\to P} je kontrakce na {\displaystyle P\,}. Pak existuje právě jeden prvek {\displaystyle x\in P} takový, že {\displaystyle Ax=x\,}.

## Důkaz
{\displaystyle A\,} je kontrakce, existuje tedy {\displaystyle \alpha \in [0,1)} takové, že pro všechny {\displaystyle x,y\in P} platí
{\displaystyle d(Ax,Ay)\leq \alpha d(x,y)}.
Zvolme libovolně {\displaystyle x_{0}\in P}. Dále sestrojme posloupnost zadanou rekurzí pro {\displaystyle n\in \mathbb {N} } jako {\displaystyle x_{n}=Ax_{n-1}\,}. Nyní ukážeme, že tato posloupnost je Cauchyovská, tedy
{\displaystyle \forall \varepsilon >0\;\exists n_{0}\in \mathbb {N} \;\forall m,n\geq n_{0}\;:d(x_{m},x_{n})<\varepsilon }
Pro dané {\displaystyle \varepsilon \,}, {\displaystyle m\,} a {\displaystyle n\,} (bez újmy na obecnosti volíme {\displaystyle n\leq m}) hledáme {\displaystyle n_{0}(\varepsilon )}. Z trojúhelníkové nerovnosti pro metriku plyne
{\displaystyle d(x_{n},x_{m})\leq d(x_{n},x_{n+1})+d(x_{n+1},x_{n+2})+\cdots +d(x_{m-1},x_{m})\leq }
dále z vlastnosti kontrakce a sečtením {\displaystyle m-n\,} členů geometrické posloupnosti
{\displaystyle \leq d(x_{n},x_{n+1})+\alpha d(x_{n},x_{n+1})+\cdots +\alpha ^{m-n-1}d(x_{n},x_{n+1})=(1+\alpha +\cdots +\alpha ^{m-n-1})d(x_{n},x_{n+1})=}
{\displaystyle ={\frac {1-\alpha ^{m-n}}{1-\alpha }}\alpha ^{n}d(x_{0},x_{1})\leq {\frac {\alpha ^{n}}{1-\alpha }}d(x_{0},x_{1})}
Limita posledního výrazu pro {\displaystyle n\to \infty } je nula, pro každé {\displaystyle \varepsilon } tedy existuje {\displaystyle n_{0}\,}, že
{\displaystyle d(x_{n},x_{m})\leq {\frac {\alpha ^{n}}{1-\alpha }}d(x_{0},x_{1})<\varepsilon }
a posloupnost {\displaystyle x_{n}\,} je tedy Cauchyovská. Protože je metrický prostor {\displaystyle (P,d)\,} úplný, Cauchyovská posloupnost {\displaystyle x_{n}\,} konverguje k nějakému {\displaystyle x\in P}.
{\displaystyle x=\lim _{n\to \infty }x_{n}=\lim _{n\to \infty }Ax_{n-1}=}
z věty o limitě složené funkce (vnější funkce {\displaystyle A\,} je spojitá, protože každá kontrakce je spojitá)
{\displaystyle =A\lim _{n\to \infty }x_{n-1}=Ax}
{\displaystyle x\,} je tedy pevným bodem zobrazení {\displaystyle A\,}.
Zbývá ukázat, že {\displaystyle x\,} je jediným pevným bodem. Ukážeme to sporem - předpokládejme, že existují pevné body {\displaystyle x,y\in P} a {\displaystyle x\neq y}.
{\displaystyle d(x,y)=d(Ax,Ay)\leq \alpha d(x,y)}
protože {\displaystyle d(x,y)\,} je kladné můžeme obě strany krátit a zbude
{\displaystyle 1\leq \alpha },
což je spor, protože {\displaystyle \alpha \in [0,1)}.